# Marvin Woodward
Marvin Woodward est un animateur américain ayant travaillé pour les studios Disney.

## Filmographie
- 1931 : En plein boulot
- 1931 : The Cat's Nightmare
- 1931 : The Spider and the Fly
- 1931 : The Fox Hunt
- 1932 : The Bird Store
- 1932 : The Bears and the Bees
- 1932 : Rien qu'un chien
- 1932 : L'Atelier du Père Noël
- 1933 : Birds in the Spring
- 1933 : The Pied Piper
- 1933 : Au pays de la berceuse
- 1933 : L'Arche de Noé
- 1934 : La Souris volante
- 1935 : Le Petit Chat voleur
- 1935 : Broken Toys
- 1936 : Le Retour de Toby la tortue
- 1936 : Cousin de campagne
- 1936 : Papa Pluto
- 1937 : Blanche-Neige et les Sept Nains
- 1940 : Pinocchio
- 1940 : Fantasia séquence L'Apprenti sorcier
- 1941 : Le Tourbillon
- 1941 : Les Années 90
- 1942 : L'Heure symphonique
- 1943 : Victoire dans les airs
- 1944 : Donald et le Gorille
- 1944 : Le Printemps de Pluto
- 1944 : Premiers Secours
- 1944 : Les Trois Caballeros
- 1945 : Dog Watch
- 1945 : Patrouille canine
- 1946 : Pluto au pays des tulipes
- 1946 : Bath Day
- 1947 : Ça chauffe chez Pluto
- 1947 : Rendez-vous retardé
- 1947 : Figaro and Frankie
- 1948 : Mickey, Pluto et l'Autruche
- 1948 : Mélodie Cocktail séquence Pecos Bill
- 1948 : Danny, le petit mouton noir
- 1950 : Cendrillon
- 1950 : Camp Dog
- 1951 : Alice au pays des merveilles
- 1951 : Pluto et le Raton laveur
- 1951 : Le Chat, le Chien et la Dinde
- 1952 : Let's Stick together
- 1952 : La Fête de Pluto
- 1953 : Peter Pan
- 1953 : Mickey à la plage
- 1953 : Melody
- 1953 : Franklin et Moi
- 1955 : La Belle et le Clochard
- 1957 : Crusader Rabbit (13 épisodes)
- 1964 : Linus! The Lion Hearted (2 épisodes)
- 1967 : Jack and the Beanstalk (1967), TV
- 1999 : Fantasia 2000 séquence L'Apprenti sorcier